# كريستيان ماغانيا
كريستيان ماغانيا (بالإسبانية: Cristián Magaña)‏ هو لاعب كرة قدم تشيلي في مركز الدفاع، ولد في 26 فبراير 1991 في Pichidegua ‏ في تشيلي. شارك مع منتخب تشيلي تحت 20 سنة لكرة القدم. أما مع النوادي، فقد لعب مع إيفرتون دي فينا ديل مار وكولو-كولو.

## وصلات خارجية
- كريستيان ماغانيا على موقع قاعدة بيانات كرة القدم.إي يو (الإنجليزية)
- كريستيان ماغانيا على موقع Soccerway.com (الإنجليزية)
- كريستيان ماغانيا على موقع AS.com (الإسبانية)